# Víctor Mas Cagide
Víctor Mas Cagide (Mollet del Vallés, Cataluña, España, 4 de junio de 1987) es un exárbitro de baloncesto español de la Liga ACB, actualmente del Grupo 1 de la FEB. Pertenece al Comité de Árbitros de Cataluña.

## Trayectoria
Empezó a arbitrar en 2003, cuando tenía 16 años y aún jugaba con el CB Mollet.
En julio de 2014 se anuncia su ascenso a la Liga ACB, junto a Martín Caballero Madrid.
En septiembre de 2018, el Departamento Arbitral de la ACB decidió no renovar su contrato por decisión técnica, descendiendo así de la Liga ACB junto a Antonio Sacristán, Pedro Munar y Carlos Sánchez Monserrat.

## Temporadas
| Categoría        | País   | Año               |
| ---------------- | ------ | ----------------- |
| Categorías bases | España | 2003 - 2014       |
| Liga ACB         | España | 2014 - 2018       |
| Grupo 1 (FEB)    | España | 2018 - Actualidad |